# Zjenitba (film fra 1977)
 Ikke at forveksle med Zjenitba (film fra 1937).
Zjenitba (russisk: Женитьба) er en sovjetisk spillefilm fra 1977 af Vitalij Melnikov.

## Medvirkende
- Svetlana Krjutjkova som Agafja Tikhonovna
- Aleksej Petrenko som Ivan Kuzmitj Podkolesin
- Oleg Borisov som Kotjkarjov
- Vladislav Strzjeltjik som Ivan Pavlovitj Jaitjnitsa
- Borislav Brondukov som Nikanor Ivanovitj Anutjkin